# Балтийская улица (Петрозаводск)
Балти́йская у́лица (карел. Baltiiskoi uuličču) — улица Петрозаводска в микрорайоне Кукковка, от Лыжной улицы до Комсомольского проспекта. Улица имеет разрыв от Балтийского проезда до улицы Генерала Фролова.

## История
Проложена в 1978 году при строительстве нового микрорайона Петрозаводска — Кукковки.

## Расположение
Балтийская улица проходит с востока на юго-запад, начинается от Лыжной улицы, от неё около дома № 17 начинается улица Парфёнова. Около дома № 25 улица круто поворачивает на юго-запад. Улица имеет разрыв от Балтийского проезда до улицы Генерала Фролова. От Балтийского проезда улица длится до Комсомольского проспекта.
Автомобильное движение по Балтийской улице — двустороннее, дорожное полотно — двухполосное.

## Транспорт
- От Лыжной улицы до улицы Парфёнова автобусы 1, 11. От дома № 35 до улицы Парфёнова — автобусы 21, 22. Остановки на улице: Телекомпания «Ника» (автобусы № 1, 11), Балтийская улица (автобусы № 21, 22), Балтийская улица (конечная) (автобусы № 21, 22)

## Дома
Номера домов: 1, 1а, 2, 3, 4, 5, 5б, 7, 9, 11, 11а, 11б, 12а 13, 14, 14а, 17, 19, 20, 21, 21а, 22. 22а, 22в, 23, 24, 25, 26, 27, 28, 29, 30, 31, 32, 33, 34, 35, 41, 43, 50, 51, 53, 55, 57, 59, 61, 63, 65, 67, 69, 71, 73.